# アムステルダム銀行
アムステルダム銀行（アムステルダムぎんこう）はオランダのアムステルダム市当局が設立した公立の振替銀行である。ヴェネツィアのリアルト銀行がモデルとされている。あらゆる種類の貨幣を預金として受け入れ、法定換金率で換算した銀行通貨グルデン（ギルダー）で払い戻した。フォンテーヌブローの勅令とジョン・ローの経済政策破綻でユグノー資本が預金へ殺到した。

## 歴史
16世紀のアントワープでは、公的には預金・振替業務が禁止されていたため公立の振替銀行は存在しなかった。そうした業務は民間の金融業者等が担っていた。そしてアムステルダムも公立振替銀行ができるまでは民間に業務を委ねていた。民間で振替業務を行うカシールは、16世紀から為替手形の支払に法定重量を満たさない悪貨を債権者に引渡し不当な利益をあげていた。
1605年5月10日の市議会声明に「長い間、主要な商人たちはセビリアやヴェネツィアのような銀行の設立を求めた」と書かれている。17世紀初期に、カシールは多種多様な鋳貨が流通していたことを理由に現金での払い戻しを嫌い、現金払いに1％から10％のプレミアムを要求したほか、支払指図でこれに代えようとした。しかし、このような行為は商取引を著しく阻害したため、商人たちとの軋轢が起こった。このような状況を打破するため、アムステルダム銀行が1609年1月に設立されるとともに、民間金融業者の振替業務が禁止された。731人の出資者のなかにはユダヤ人が25人いた。
利用が強制されており、設立当初600グルデン以上の為替手形は同行での決済が義務づけられていた。1643年には300グルデン以上に変更されている。預金は差し押さえができないように市が保証していた。さらに、当座貸越は程度が過ぎると恐慌を引き起こすとして厳しく禁じられた。もっとも、口座・預金・準備金に関する情報は非公開であった。
グレシャムの法則は事態を収束させなかった。銀行で公認された貨幣は退蔵されて価値が高止まりし、流通貨幣の価値は下落していった。下落のたびに当局は鋳貨令を改定して銀行貨幣の価値を流通貨幣に合わせていたが、1638年公式に追従をあきらめた。特に南ネーデルラントからの悪貨流入はどうしようもなく、政府は1659年に法令で南ネーデルラントの貨幣を独自に鋳造した。
1683年から市の法令により同行は抵当貸付ができるようになった。商人は金銀を預け、証書を受け取った。この預り証は現金の引き出しを半年保証したものであり、有料での期間延長と、支払い手段としての譲渡が許されていた。また、この頃から先の銀行貨幣は帳簿決済でしか移動しない貨幣となった。これは中世以前には見られない現象であった。
1732年ごろから東インド会社への貸付額の累積赤字など、次第に経営状況は悪化した。このころ、エルンスト・ヨハン・フォン・ビロンを新公爵に選出するための賄賂が手形になってクールラントに持ち込まれた。1763年に信用危機。1780年から第四次英蘭戦争で経営体力をさらに失う。1795年にフランスがオランダを占領した事をきっかけに預金者が逃げ出し始め、1819年に倒産した。進入したフランス軍は、銀行の資産がすべて東インド会社に貸し出されていたのを発見した。

## クロムウェル
『通行税台帳』から取引総額が推計できる。1610-1683年における推移を見るかぎり、恐慌などの明白な景気循環は認められない。取引総額の極端な減少は、まずオリバー・クロムウェルがらみでネイズビーの戦いと航海条例のときに起こっている。他の極端な減少は第二次・第三次英蘭戦争のときである。また、1610-1647年は、取引総額に関係なく預金残高が増加している。1647-1683年は、わずか7ヵ年を除いて預金残高・取引総額の階差増減が一致、相関関係が認められる。
大局ではクロムウェルの登場を境にアムステルダム銀行の取引に変化が起きたといえる。クロムウェル以前は委託貿易というのが行われていた。輸出者に原価を払い、交付された手形を輸出先の仲間に送る。その間、輸出者が商品を輸出先の身内に送り販売させる。依頼人の仲間は輸出者の身内に手形を提示、売上げを回収する。このような委託貿易は、依頼側・受託側双方において、それぞれの遠隔地にいる仲間と密に連絡がとれる必要がある。クロムウェルの海上封鎖は彼らの仲を引き裂いた。それ以降、行き場を失った為替手形は転々譲渡されるようになったのである。
クロムウェル以後に活躍したのは、ホープ商会というスコットランド資本である。ホープ商会はクリフォード商会と並び、トップクラスでアムステルダム銀行のヘビーユーザーであったし、互いにほぼ毎週取引した。後のルイジアナ買収ではベアリング家とも組むような財閥である。同行の預金は彼らの支払準備金として機能し、帳簿上で決済されていた。

## ユグノー資本
| 5年間     | 預金 | 準備金 | 5年間     | 預金  | 準備金 | 5年間     | 預金  | 準備金 | 5年間     | 預金  | 準備金 |
| --------- | ---- | ------ | --------- | ----- | ------ | --------- | ----- | ------ | --------- | ----- | ------ |
| 1651-1655 | 7.99 | 7.18   | 1676-1680 | 5.95  | 4.50   | 1701-1705 | 12.94 | 10.61  | 1726-1730 | 17.47 | 13.90  |
| 1656-1660 | 7.01 | 6.33   | 1681-1685 | 7.55  | 6.64   | 1706-1710 | 10.06 | 8.69   | 1731-1735 | 20.95 | 18.91  |
| 1661-1665 | 8.32 | 7.27   | 1686-1690 | 11.21 | 9.77   | 1711-1715 | 11.18 | 9.08   | 1736-1740 | 20.03 | 5.35   |
| 1666-1670 | 6.84 | 5.68   | 1691-1695 | 12.75 | 11.68  | 1716-1720 | 17.04 | 16.33  | 1741-1745 | 18.51 | 12.08  |
| 1671-1675 | 6.92 | 6.22   | 1696-1700 | 13.75 | 11.44  | 1721-1725 | 25.82 | 23.44  | 1746-1750 | 15.50 | 12.33  |

上の表に預金・準備金が膨張した三つの時点・原因を指摘できる。フォンテーヌブローの勅令（1685年）、ジョン・ローの経済政策と破綻時の南仏におけるペスト流行（1716-1721年）、ザルツブルク大司教がユグノー2万人を追放した事件（1731年）。
1736年以降の極端かつ一時的な準備金の減少は、1734年に総督ウィレム4世がプリンセス・ロイヤルのアンと結婚したことを契機に、同年スレッドニードルへ動いたイングランド銀行の英財務省口座にアムステルダム銀行の準備金が融通されたものとみられる。イングランド銀行が長期国債を発行するにつれて、資金は還流していった。
あとづけであるが、1676-1680年から1681-1685年までの預金・準備金の増加をフォンテーヌブローの勅令で説明することはできない。この点、示唆に富む実証研究がなされているので引用しておく。
```
アムステルダムへの移入民は、17世紀の間に（オランダ）国内からドイツ、スカンディナビアの広い出身地域へ、またあらゆる職種へと拡大した。しかし17世紀第4四半世紀からは、移入民は依然として大量に流入したものの、出身地域の範囲はドイツ西部に至る内陸の
ライン
下流地域に収束した。
[
10
]
```

「ドイツ西部に至る内陸のライン下流地域」とはロレーヌ公国の辺りである。オランダ風説書は市販されている年表によるかぎり1675年から提出されており、また来日したオランダ人がロレーヌ十字を携帯したことが記されている。